# Florin Huidu
Florin Huidu (Vălenii de Munte, 24 de abril de 1976) es un deportista rumano que compitió en piragüismo en la modalidad de aguas tranquilas. Ganó una medalla de plata en el Campeonato Europeo de Piragüismo de 1999, en la prueba de C4 500 m.

## Palmarés internacional
| Campeonato Europeo | Campeonato Europeo | Campeonato Europeo | Campeonato Europeo |
| Año                | Lugar              | Medalla            | Competición        |
| ------------------ | ------------------ | ------------------ | ------------------ |
| 1999               | Zagreb (Croacia)   | Medalla de plata   | C4 500 m           |